# 1984年冬季残疾人奥林匹克运动会新西兰代表团
1984年冬季残疾人奥林匹克运动会新西兰代表团是新西兰派出的1984年冬季残疾人奥林匹克运动会代表团。获得1枚金牌、3枚银牌和1枚铜牌。